# Алеманов, Николай Фирсонович
Николай Фирсонович Алеманов (19 декабря 1922 года пос. Измайловский, Кизильский район, Челябинская область — 5 мая 1993 года, там же) — комбайнёр совхоза «Измайловский» Кизильского района Челябинской области, Герой Социалистического Труда (1971).

## Биография
Родился 19 декабря 1922 года в посёлке Измайловский ныне Кизильского района Челябинской области в крестьянской семье.
Окончил 5 классов в сельской школе, курсы трактористов при Измайловской МТС в родном районе.
С 1939 года — тракторист в колхозе «Луч коммуны» (Кизильский район).
В октябре 1941 года был призван в Красную Армию Кизильским районным военкоматом Челябинской области. Участник Великой Отечественной войны. Воевал в 12-й танковой бригаде. Был ранен, в 1942 году демобилизован по ранению.
В июне 1943 года повторно призван в Красную Армию Уфалейским районным военкоматом Челябинской области. Вновь направлен в танковые войска, с января 1944 года — в действующей армии. Воевал в 1-й отдельной гвардейской танковой бригаде, заряжающий танка Т-34. Отличился в ходе Проскуровско-Черновицкой наступательной операции, за день боя 18 апреля 1944 года на территории Станиславской области Украинской ССР в составе экипажа танка подбил 2 немецких танка, 1 орудие и взорвал 1 склад. Был представлен к награждению орденом Красной Звезды, но награду в штабе заменили на медаль «За отвагу». В 1946 года старшина Н. Ф. Алеманов был демобилизован.
С 1946 года — тракторист Измайловской машинно-тракторной станции (МТС) в Кизильском районе Челябинской области. С 1964 года — механизатор и комбайнёр совхоза «Измайловский». С 1970 года — бригадир звена комбайнёров.
За сезон 1970 года скосил 706 гектаров зерновых культур и намолотил 6470 центнеров зерна с площади в 480 гектаров.
За выдающиеся успехи, достигнутые в развитии сельскохозяйственного производства и выполнении пятилетнего плана продажи государству продуктов земледелия и животноводства, Указом Президиума Верховного Совета СССР от 8 апреля 1971 года Алеманову Николаю Фирсоновичу присвоено звание Героя Социалистического Труда с вручением ордена Ленина и золотой медали «Серп и Молот».
С декабря 1982 года — на пенсии.
Николай Фирсонович Алеманов скончался 5 мая 1993 года, похоронен в посёлке Измайловский.

## Награды
- Герой Социалистического Труда (1971) — за выдающиеся успехи, достигнутые в развитии сельскохозяйственного производства и выполнении пятилетнего плана продажи государству продуктов земледелия и животноводства
- Орден Ленина (1951, 1971)
- Орден Отечественной войны II степени (1985)
- Медаль «За отвагу» (1944)
- Медаль «За трудовое отличие» (1966)
- Медаль «За оборону Москвы»
- Медаль «За победу над Германией в Великой Отечественной войне 1941-1945 гг.»
- Золотая медаль ВДНХ (1972)
- Бронзовая медаль ВДНХ (1956)
- медали